# Amanda Smock
Amanda Smock z domu Thieschafer (ur. 27 lipca 1982) – amerykańska lekkoatletka specjalizująca się w trójskoku. Olimpijka (2012). Trzykrotna mistrzyni USA na otwartym stadionie (2011, 2012 i 2014) i czterokrotna w hali (2012–2015).
Rekord życiowy w trójskoku – 14,18 m (6 sierpnia 2011 w Chula Vista).

## Osiągnięcia
| Rok  | Impreza                     | Miejsce | Pozycja      | Wynik |
| ---- | --------------------------- | ------- | ------------ | ----- |
| 2011 | Mistrzostwa świata          | Daegu   | kwalifikacje | 13,48 |
| 2012 | Halowe mistrzostwa świata   | Stambuł | kwalifikacje | 13,25 |
| 2012 | Letnie igrzyska olimpijskie | Londyn  | kwalifikacje | 13,61 |